# Femininum
Femininum är i språkvetenskapen ett grammatiskt genus som brukar motsvara kvinnligt kön.

## Femininum i svenskan
I standardsvenskan (rikssvenskan) förekommer inte feminint grammatiskt genus på samma sätt som exempelvis i franskan eller tyskan, där även ord utan egentligt kön ändå böjs på samma sätt som biologiskt kvinnliga ord, som franska la femme och tyska die Frau (som båda betyder ”kvinnan”). I standardsvenskan används bara semantiskt genus (sexus) för klart kvinnliga eller manliga ord, exempelvis pronomina som hon och han, i suffix för att beteckna kvinnligt kön, exempelvis -erska (kokerska) eller -inna (ryttarinna) samt i den maskulina adjektivändelsen -e (Karl den store). 
I svenska folkmål och äldre rikssvenska finns eller fanns emellertid former och pronomen för feminint grammatiskt genus, så att exempelvis ordet hon används i stället för den om till exempel en bok eller dörr (se Lista över feminina ord i svenska språkliga varieteter). I dialekter finns ofta en särskild feminin bestämd form: boka och dörra. Så sent som i andra hälften av 1800-talet ansågs i rikssvenskan många ord, som idag uppfattas som utrum, ha kvar feminint eller maskulint genus som ärvts från fornsvenskan.

## Femininum i andra språk än svenska
I vissa utländska språk skiljer man inte på femininum och maskulinum. Det finns ord för kvinna och man, men något motsvarande hon och han finns inte. Till exempel på ett sådant språk är det afrikanska språket yoruba. Finska innehåller inte heller sådana feminina eller maskulina pronomina, eller något grammatiskt genus överhuvudtaget.